# Provincia de Coyhaique
La Provincia de Coihaique o de Coyhaique es una provincia de Chile, perteneciente a la Región de Aysén del General Carlos Ibáñez del Campo, y que limita al norte con la provincia de Palena; al sur con la provincia General Carrera; al este con Argentina; y al oeste con la provincia de Aysén.

## Economía
En 2018, la cantidad de empresas registradas en la provincia de Coyhaique fue de 1.977. El Índice de Complejidad Económica (ECI) en el mismo año fue de 0,21, mientras que las actividades económicas con mayor índice de Ventaja Comparativa Revelada (RCA) fueron Organizaciones y Órganos Extraterritoriales (82,25), Extracción de Otros Minerales Metalíferos (61,53) y Corretaje y Ferias de Ganado (22,92).

## Comunas
La provincia está constituida por 2 comunas:
- Lago Verde.
- Coyhaique.

## Autoridades
Las autoridades son nombradas directamente por el Presidente de la República y se mantienen en su cargo mientras cuenten con su confianza.

### Gobernador Provincial (1990-2021)

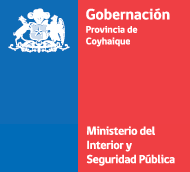
Logotipo de la Gobernación de la Provincia de Coyhaique hasta 2021.

Los siguientes fueron los gobernadores provinciales de Coyhaique.
| Gobernador(a)                   | Partido | Partido | Inicio                  | Final                   | Presidente(a) | Presidente(a)           |
| ------------------------------- | ------- | ------- | ----------------------- | ----------------------- | ------------- | ----------------------- |
| Ariel Enérico Elgueta Velásquez |         | PS      | 11 de marzo de 1990     | 11 de marzo de 1994     |               | Patricio Aylwin         |
| Adolfo Quintana Pourcher        |         | PRSD    | 1994                    | 11 de marzo de 2000     |               | Eduardo Frei Ruíz-Tagle |
| Rocío Gallardo España           |         | PPD     | 11 de marzo de 2000     | 28 de diciembre de 2001 |               | Ricardo Lagos           |
| Silvia Delfín Cortés            |         | PPD     | 28 de diciembre de 2001 | 11 de marzo de 2006     |               | Ricardo Lagos           |
| Rodrigo García Barrientos       |         | PDC     | 11 de marzo de 2006     | 13 de junio de 2008     |               | Michelle Bachelet       |
| Fernando San Martín Cabezas     |         | PDC     | 13 de junio de 2008     | 11 de marzo de 2010     |               | Michelle Bachelet       |
| Néstor Mera Muñoz               |         | UDI     | 11 de marzo de 2010     | 11 de marzo de 2014     |               | Sebastián Piñera        |
| Cristián López Montecinos       |         | PDC     | 11 de marzo de 2014     | 11 de marzo de 2018     |               | Michelle Bachelet       |
| Pablo Galilea Carrillo          |         | RN      | 11 de marzo de 2018     | 31 de mayo de 2020      |               | Sebastián Piñera        |
| Víctor Oyarzún Rodríguez        |         | RN      | 27 de junio de 2020     | 14 de julio de 2021     |               | Sebastián Piñera        |

### Delegado Presidencial Provincial (Desde 2021)
Actualmente la provincia de Coyhaique no posee un Delegado Presidencial Provincial. Con la nueva ley de descentralización, las gobernaciones de las capitales regionales se extinguen junto con las intendencias, generando una fusión en sus equipos de trabajo, pasando a conformar la Delegación Presidencial Regional, a cargo del Delegado presidencial regional de Aysén.